# Сен-Фор-сюр-ле-Не
Сен-Фор-сюр-ле-Не (фр. Saint-Fort-sur-le-Né) — коммуна во Франции, находится в регионе Пуату — Шаранта. Департамент — Шаранта. Входит в состав кантона Сегонзак. Округ коммуны — Коньяк.
Код INSEE коммуны — 16316.
Коммуна расположена приблизительно в 420 км к юго-западу от Парижа, в 125 км южнее Пуатье, в 37 км к западу от Ангулема.

## Население
| Год  | Численность | Численность |
| ---- | ----------- | ----------- |
| 1968 | 464         | [ 7 ]       |
| 1975 | 406         | [ 7 ]       |
| 1982 | 419         | [ 7 ]       |
| 1990 | 402         | [ 7 ]       |
| 1999 | 386         | [ 7 ]       |
| 2006 | 397         | [ 7 ]       |
| 2011 | 421         | [ 7 ]       |
| 2013 | 392         |             |
| 2015 | 371         | [ 8 ]       |
| 2016 | 370         | [ 9 ]       |
| 2017 | 372         | [ 10 ]      |
| 2018 | 378         | [ 11 ]      |
| 2019 | 385         | [ 12 ]      |
| 2020 | 386         | [ 13 ]      |
| 2021 | 384         | [ 14 ]      |
| 2022 | 380         | [ 4 ]       |

## Администрация
| Период | Период | Фамилия         | Партия                   | Примечания      |
| ------ | ------ | --------------- | ------------------------ | --------------- |
| 2001   | 2008   | Доминик Ребилье |                          |                 |
| 2008   |        | Франсуа Дие     | Демократическое движение | страховой агент |

## Экономика
В 2007 году среди 251 человека в трудоспособном возрасте (15—64 лет) 192 были экономически активными, 59 — неактивными (показатель активности — 76,5 %, в 1999 году было 69,0 %). Из 192 активных работали 184 человека (104 мужчины и 80 женщин), безработных было 8 (2 мужчины и 6 женщин). Среди 59 неактивных 16 человек были учениками или студентами, 28 — пенсионерами, 15 были неактивными по другим причинам.

## Достопримечательности
- Приходская церковь Сен-Фортюна (XII век). Исторический памятник с 1991 года[16]
- Дольмен Сен-Фор-сюр-ле-Не[фр.]. Длина — 7 м, ширина — 4,70 м, высота — 2,20 м. Исторический памятник с 1983 года[17]

## Фотогалерея
- Церковь Сен-Фортюна
- Военный мемориал
- Дольмен